# Крылья (благотворительный фонд)
Благотвори́тельный Фо́нд «Кры́лья» — некоммерческая благотворительная организация, созданная в 2009 году выпускниками Российского государственного гуманитарного университета на базе Студенческой молодёжной организации «Крылья», с 2006 года занимающейся социально-образовательной деятельностью в детских домах.

## Общая информация
Основателями организации «Крылья» стали студенты Института управления, экономики и права РГГУ. Всё началось со сбора вещей и игрушек для переделкинского детского дома, но вскоре члены «Крыльев» пришли к выводу, что проблема социализации перед воспитанниками московских и подмосковных детских домов стоит острей, чем вопрос материального обеспечения. Так родилась первая социально-образовательная программа организации — «Крылья успеха», занявшая второе место на конкурсе социальных проектов префектуры ЦАО Москвы и департамента семейной и молодёжной политики.
Фонд занимается созданием каналов коммуникации между обществом и воспитанниками детских домов с целью преодоления взаимных стереотипов по отношению друг к другу посредством разработки инновационных благотворительных и образовательных и программ.
Миссия: Помощь детям-сиротам стать успешными представителями общества, обучая их мыслить, общаться, определять личностные ценности и строить свою жизнь в соответствии с ними
Цель: Реализация образовательных программ и проектов, направленных на развитие базовых коммуникативных, рефлексивных и интеллектуальных качеств посредством моделирования в форме ролевой игры реальных жизненных ситуаций и проживания детьми-сиротами этих ситуаций, что в конечном итоге способствует эффективному усвоению знаний и навыков и социализации.

## Направления работы
- разработка и проведение в детских домах программ социальной адаптации детей-сирот;
- продвижение идей благотворительности и волонтерства в молодёжной среде;
- обучение волонтеров работе с детьми в качестве кураторов групп и индивидуальных наставников;
- сбор частных и корпоративных пожертвований для поддержки программ социальной адаптации детей-сирот;
- привлечение внимания СМИ к проблеме социальной адаптации детей-сирот и способам её решения;
- международное сотрудничество и обмен опытом в сфере защиты прав воспитанников и выпускников детских домов;
- проведение тренингов по основам эффективной работы с детьми и волонтерами для заинтересованных лиц и организаций.

## Программы и проекты
Ряд проекты фонда направлен на социализацию детей из неблагополучных слоёв, в том числе воспитанников детских домов.
Программа «Крылья успеха» направлена на подготовку будущих выпускников детских домов к самостоятельной жизни. Программа построена в форме ролевой игры и включает три модуля — профессия, работа, квартира. В рамках игры моделируются сложные ситуации, связанные с этими темами, с которыми придётся столкнуться выпускникам. Первый опыт программы датируется осенью 2007 года, когда игра прошла в Салтыковском детском доме Москвы. Программа социальной адаптации «Дорога в жизнь» — программа, направленная на создание условий для воспитанников детских домов, способствующих наиболее успешной их адаптации в обществе после выпуска из детского дома.
Проект «Республика Крыландия» реализуется при поддержке РГГУ. Цель проекта недельного летнего лагеря — приобщение детдомовцев к различным сферам жизни современного государства, включая политическую, экономическую, социальную и духовную, помощь в развитии у них способности к самостоятельным решениям. В рамках программы подростки избирают президента, принимают конституцию, формируют правительство, работают на государственных предприятиях и создают частные фирмы, зарабатывая игровую валюту. С 2009 года проект носит ежегодный характер, программа 2013 года стартовала 16 июня.
Благотворительная программа «Студенты — детям» — программа, направленная на развитие культуры благотворительности в молодёжной среде. В рамках программы собираются средства на другие проекты фонда «Крылья»; также заявлена цель формирования у студентов нового взгляда на благотворительность и вовлечение их в волонтёрскую деятельность.
Образовательный проект «Школа коммуникативных навыков» включал в себя конференцию «Дети хотят говорить», в рамках которой с докладами в РГГУ выступали ученики Риторической школы детского дома «Молодая гвардия».
Образовательный проект «Школа журналистики» прошёл в октябре-декабре 2012 года. Курс прошли воспитанники пяти детских домов Московской области. Целью курса было развитие у участников необходимых в журналистике коммуникативных умений — строить вопросы, вести диалог, создавать связный текст, — а также самостоятельности и чувства ответственности. В конце программы каждая группа участников представила свои газеты и видеоролики.
Образовательный проект «Своё кино» стартовал в марте 2013 года с проведения в Подмосковье Школы кино. 40 воспитанников четырёх московских и подмосковных детских домов были объединены в «киностудии», которые с помощью кинематографистов-профессионалов готовили свои видеоклипы, документальные и короткометражные художественные ленты. На втором этапе проекта участники снимали уже самостоятельно под присмотром кураторов. Проект поддерживали Общественная палата Российской Федерации и РГГУ, участие в нём приняли киноактёры Артур Смольянинов, Дарья Мельникова, Павел Сердюк, Анна Руднева, кураторами съёмок на втором этапе были студенты Международного института кино, телевидения и радиовещания «Останкино», Российского гуманитарного университета и МГУ. Финалом проекта стал в мае 2013 года открытый фестиваль короткометражных фильмов «Своё кино», проведённый в московском киноклубе «Фитиль»; призы фестиваля вручались в десяти номинациях и среди вручавших были актрисы Наталья Унгард и Агата Муцениеце.